# Barbus waleckii
Barbus waleckii är en fiskart som beskrevs av Rolik, 1970. Barbus waleckii ingår i släktet Barbus och familjen karpfiskar. IUCN kategoriserar arten globalt som livskraftig. Inga underarter finns listade.